# Montagne du Laveron
La montagne du Laveron est un anticlinal du massif du Jura situé dans le département du Doubs en région Bourgogne-Franche-Comté et culminant à 1 112 m d'altitude.
Il est orienté sud-ouest - nord-est suivant la structure générale des plis du Jura dans cette région.
D'un point de vue géologique structural, la montagne du Laveron forme un anticlinal des plis du Jura sur environ 2,5 km de largeur au nord-est et jusqu'à 4 km au sud-ouest. Il est délimité au sud par le synclinal du Doubs et du ruisseau de Malpas, au nord par le synclinal du Drugeon et la plaine de l'Arlier, qui atteint en moyenne 820 m. La limite nord-est de la crête forme une faille transformante reliant Montricher à Pontarlier, occupée par la vallée du Doubs et séparant la montagne du Laveron de la montagne du Larmont. Au sud-ouest, la montagne du Laveron est séparée de la chaîne de la Haute-Joux par la cluse du Drugeon. Les couches de roches affleurants à la surface de la montagne du Laveron proviennent principalement de sédiments calcaires du Jurassique supérieur (Malm). Des sédiments crétacés émergent également sur le flanc sud de l'anticlinal.
La montagne du Laveron est peuplée de vastes forêts dominées par des « sapins présidents » et de quelques clairières, dont celle des Granges Dessus, un hameau appartenant à la commune de Granges-Narboz. De nombreuses dolines typiques des zones karstiques sont également présentes. Au pied et sur les pentes de la crête se trouvent diverses sources, notamment la source karstique qui alimente le lac de Bouverans.